# Prima di sera
Prima di sera è un film del 1954, diretto da Piero Tellini.

## Trama
Un assicuratore di mezza età, dopo aver trascorso una notte in bianco a causa di un litigio con la moglie si reca in farmacia per acquistare un sonnifero. Per errore, il medico, anziché dargli un sedativo, gli consegna un veleno. L'uomo si reca fuori città per visitare un cliente e, ignaro di essere ricercato dalla polizia, è più volte sul punto di trangugiare le pillole; ma ogni volta un ostacolo lo impedisce di compiere il proposito. Sentitosi braccato, vaga tutto il giorno per la città; l'incontro casuale con una donna sconosciuta rischia di complicare la situazione, però, incontrato un sacerdote, l'assicuratore gli confessa di avere sulla coscienza un piccolo debito verso la giustizia. Alla sera ogni equivoco sarà chiarito e l'assicuratore si addormenterà senza aver più bisogno del sonnifero.

## Produzione
Il film, iscritto al Pubblico registro cinematografico con il n. 1.384, venne presentato alla Commissione di Revisione Cinematografica il 9 settembre 1954, ottenne il visto di censura n. 17.276 del 10 settembre 1954, con una lunghezza della pellicola di 2.700 metri. Ebbe la prima proiezione pubblica il 21 ottobre 1954.

## Altri tecnici
- Arredatore: Saverio D'Eugenio
- Aiuto regista: Giorgio Arlorio
- Operatore: Goffredo Bellisario
- Organizzatore della produzione: Fortunato Misiano
- Direttore di produzione: Antonio Musu
- Ispettori di produzione: Marcello Luchetti
- Segretario di produzione: Renato Panetuzzi
- Segretaria di edizione: Pieretta Tellini
- Fonico: Umberto Picistrelli, Oscar Di Santo